# Tmesisternus trilineatus
Tmesisternus trilineatus là một loài bọ cánh cứng trong họ Cerambycidae.